# عنوان المجد في بيان أحوال بغداد والبصرة ونجد
عنوان المجد كتاب تاريخي عرف باسم «عنوان المجد في بيان أحوال بغداد والبصرة ونجد» لمؤلفهِ العلامة إبراهيم فصيح الحيدري بن السيد صبغة الله الحيدري البغدادي المتوفي في عام 1882م. وهو كتاب يبحث في أحوال بغداد في ستة أبواب، وأحوال البصرة في أربعة أبواب، وأحوال نجد في ستة أبواب، إضافة للمقدمة والخاتمة، ألّفه سنة 1286 هـ/1869 م، وطبعه علي البصري بلا تحقيق ولا تأريخ للطبع ثم طُبعت نفس النسخة طبعة ثانية سنة 1999 بلا تغيير وكُتب على غلافه أن محققه كوركيس عواد وأمين باش أعيان وحققه معن حمدان، ونشر سنة 2013، وطبع في مطبعة دار الحكمة عام 1998م، وفي الكتاب معلومات عن القبائل العربية في الجزيرة العربية والعراق.
لقد أرّخ الكتاب لحقبة قلقة من تاريخ العراق والجزيرة العربية، حيث الصراعات وتبادل المواقع بين الدولة العثمانية والدولة الصفوية، وكانت إمارة نجد آنذاك مقسمة إلى إمارات. وأهم ما جاء في فصل أحوال نجد ما شهده وسمعه المؤلف عن شخصية الشيخ محمد بن عبدالوهاب والحركة السلفية، فقد التقى بقريب الشيخ، وسمع عنهُ تفاصيل لا تحتويها تواريخ المنطقة والحركة، قال عماد عبد السلام رؤوف في كتابه (التاريخ والمؤرخون العراقيون) "فجمع إبراهيم فصيح الحيدري لأول مرة تواريخ بغداد والبصرة ونجد في كتاب واحد ...وكانت نجد قد أخذت تدخل في اهتمامات العراقيين بسبب ما كانت تفرضه الحركة الوهابية من تداعيات في العراق من ناحية وما قام به الوالي مدحت باشا من أعمال عسكرية في شرقي الجزيرة العربية من ناحية أخرى"، وفي فصلي أحوال بغداد والبصرة وردت معلومات ترد على شطحات الآراء التي تنفي وجود العراق ككيان سياسي واجتماعي محدد، قبل قيام المملكة العراقية، حده الشمالي الموصل والجنوبي عبادان. فكثيراً ما يرد في الكتاب اسم بغداد عاصمة للعراق في حدوده المذكورة. كذلك يرد الكتاب على من ينفي وجود المصطلح العراقي كما وردت في دراسات نشرت كانت تفتقر إلى الموضوعية، وعدم احاطتها بمثل هذا المصدر، على الرغم من نشرهِ بطبعته الأولى في عام 1962 في بغداد.

## فصول الكتاب
1. مقدمة عامة: في الحضارة وأسباب العمران وصفة الدواوين وحكم مصر والعراق ونقول من الحكمة اليونانية.
2. أحوال بغداد: فضائلها وبناؤها وأنهارها وجسورها وعشائرها وبيان سواد العراق وخراجه.
3. أحوال البصرة: فيه تبيين لمدينة البصرة القديمة والجديدة ومسافاتها وبنائها وبعض أحوالها.
4. أحوال نجد: موقع نجد وحدوده وبعض أحوال أهله، وتبيين لجزيرة العرب وبلادها ومحالها وأبواب في تاريخ حركة الدعوة النجدية وبعض مراسلاتها الرسمية.
5. خاتمة: حكم الأراضي من ناحية الشرع وبيان خراجها.[5]